# Stefan M. Knoll

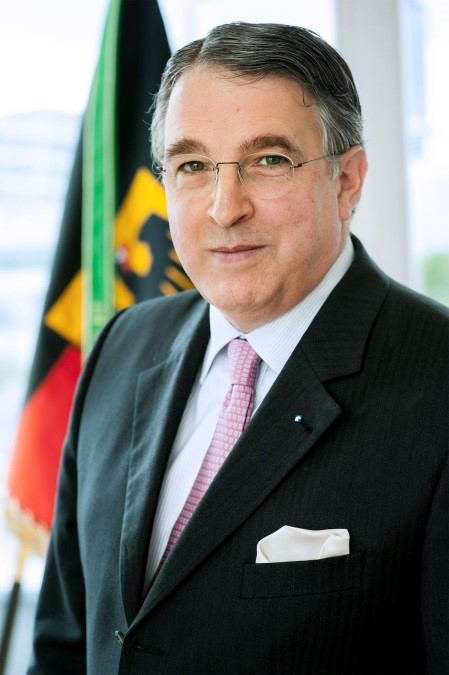
Stefan M. Knoll (2019)

Stefan M. Knoll (* 26. Dezember 1957 in Augsburg) ist ein deutscher Unternehmer, Jurist und Reserveoffizier (Oberst d. R.) der deutschen Bundeswehr. Er ist Vorstandsvorsitzender der DFV Deutsche Familienversicherung.

## Werdegang
Knoll studierte Rechtswissenschaft an der Universität Augsburg, wo er 1986 das zweite Staatsexamen ablegte. Von 1984 bis 1987 wirkte er an dieser Universität als wissenschaftliche Hilfskraft am Lehrstuhl für Arbeits-, Wirtschafts- und bürgerliches Recht bei Herbert Buchner. 1989 wurde er an der Universität Augsburg zum Dr. iur. mit einer Arbeit zum Speditionsversicherungsrecht promoviert.
Nach einer Tätigkeit als Filialdirektor bei der Allianz AG von 1988 bis 1994 gründete er gemeinsam mit seinem Geschäftspartner Philipp J. N. Vogel die Diatel Direkt Assekuranz-Marketing GmbH, als deren Geschäftsführer und Gesellschafter er bis 1998 fungierte. Daraus entstand die Diatel Direkt Kommunikations AG mit Knoll als Vorstandsvorsitzendem. Im Jahr 2000 erfolgte die Fusion mit den deutschen Geschäftsbereichen der niederländischen, börsennotierten SNT NV zur SNT Deutschland, die Knoll bis 2005 als Vorstandsvorsitzender führte. 2005 gründete er gemeinsam mit Philipp J.N. Vogel die DFV Deutsche Familienversicherung. Die Zulassung zum Geschäftsbetrieb wurde von der BaFin zum 1. Januar 2007 erteilt. Die Gründungsfinanzierung der Deutschen Familienversicherung erfolgte ausschließlich durch die beiden Gründer. Knoll war maßgeblicher Aktionär auch Vorstand, bis er nach Vogels Tod im Jahr 2015 Vorsitzender des Vorstandes wurde.
Knoll veröffentlichte mehrere Bücher und publizierte in Periodika zu Themen der Verteidigungspolitik, Führung und Digitalisierung. Von Oktober 2019 bis September 2020 hatte er eine eigene Kolumne „Meinung am Mittwoch“ bei Herbert Frommes Versicherungsmonitor. 2021 war er einer der Autoren der monatlich erscheinenden Montagskolumne für die VersicherungswirtschaftHEUTE. Und zwischen 2021 und 2023 betrieb er den Podcast "Alter weiser Mann".

## Militärischer Werdegang
Knoll ist Reserveoffizier der deutschen Bundeswehr. Nach dem Grundwehrdienst 1978/79 leistete er zahlreiche Wehrübungen ab und durchlief in der Folge alle Führungsverwendungen der infanteristischen Kampftruppe. Nach seiner Verwendung als Kommandeur des Panzergrenadierbataillon 412 folgten Verwendungen als Chef des Stabes der Panzergrenadierbrigade 41 und mit der Ernennung zum Oberst d.R. im Jahr 2006 als Referatsleiter beim Führungsstab der Streitkräfte (FüS I 4). Nach einer kurzen Einplanung als Leiter Weiterentwicklung Lehre an der Führungsakademie der Bundeswehr in Hamburg war er bis Februar 2018 gespiegelter Referatsleiter im Führungsstab der Streitkräfte (FüSK III 4) im Bundesverteidigungsministerium.

## Gesellschaftliches Engagement
Knoll gründete im Jahr 2005 zusammen mit Stefan Söhngen die Montagsgesellschaft, deren Vorsitzender er bis 2014 war und deren Ehrenvorsitzender er anschließend wurde. Knoll engagierte sich von 2011 bis 2017 ehrenamtlich als Vizepräsident im Verband der Reservisten der Deutschen Bundeswehr. Auf seine Initiative geht die Einführung des Eisernen Kreuzes in miniaturisierter Form als das die ganze Reserve gemeinsam verbindendes Symbol zurück. Des Weiteren ist Knoll Mitglied der Frankfurter Gesellschaft, der Polytechnischen Gesellschaft, Mars & Merkur, sowie lebenslanges Mitglied von Eintracht Frankfurt und Mitglied der CDU.

## Publikationen
- Preußen. Ein Beispiel für Führung und Verantwortung. Nicolai, Berlin 2010, 2. Auflage 2012, ISBN 978-3-89479-722-5.
- Ersatzreservist Ernst Lemmer. Ein kurzes Leben. Sandmann, München 2014, ISBN 978-3-938045-96-1.
- Denken und Führen in Zeiten der Digitalisierung. Fachmedien Recht & Wirtschaft, dfv Mediengruppe, 2019, ISBN 978-3-8005-1714-5.

## Auszeichnungen
- Ehrenkreuz der Bundeswehr in Bronze, verliehen 1984 durch Bundesminister Manfred Wörner
- Ehrenkreuz der Bundeswehr in Gold, verliehen 2004 durch Bundesminister Franz Josef Jung